# Mataz
«Mataz» es una canción del grupo de rock alternativo chileno, Lucybell. Es el primer sencillo del disco Viajar. Esta canción hasta la actualidad tiene mediana rotación en radios chilenas. 
Mataz fue compuesta por Lucybell, y las letras escritas por Claudio Valenzuela.
Es el tema número 7 del disco Viajar, y tema número 1 del EP, Mataz EP.
"Mataz" aparece en la banda sonora de la teleserie de TVN Oro verde

## Historia de la canción
Durante mayo y junio de 1996, Lucybell prepara material para su segundo disco. El 30 de agosto, fue presentada la primera canción de Viajar, el tema Mataz en formato EP. Esta canción nació durante un viaje de la banda a Miami para presentarse en un programa de televisión de la cadena Mtv, en el que decidieron visitar también la ciudad de Nueva York. Al parecer la música de esta ciudad influyó mucho en el sonido de esta canción, marcando un vuelco en el sonido característico del grupo.
La canción mantiene durante todo su desarrollo una batería programada con resabios de hip hop o rhythm & blues, sonidos poco explotados en Chile y también algo inusual para una banda más orientada al dark y new wave británicos. 
En el tema "So Wat Cha Sayin'" (1989) de la agrupación "EPMD" se puede escuchar la misma batería programada de Mataz.
También se caracteriza por los cambios de instrumentos que realizan los integrantes del grupo, lo que se transformaría posteriormente en su sello característico.

## Video musical
El video de Mataz, dirigido por Carlos Moena, fue estrenado a nivel continental en MTV, y tuvo una excelente rotación en ese canal.

## En vivo
1996-1999
El bajista Marcelo Muñoz pasa a tocar la guitarra, dejando su habitual instrumento en manos del baterista Francisco González. Por su parte Claudio Valenzuela se encarga solo de cantar y Gabriel Vigliensoni permanece tras los teclados [En el concierto de lanzamiento de su disco Lucybell (12/12/1998), en Parque Inés de Suárez], interpretaron una extraña versión en la que todos conservaban sus instrumentos tradicionales, tocando Francisco González sobre la batería programada). 
1999-2005
Tras la partida de Vigliensoni y Muñoz (1999), éste fue el tema más difícil de retomar para la banda en sus presentaciones en vivo, no obstante aparece en el disco en vivo Sesión Futura de 2001, incluso siendo sencillo del disco. En esta versión, más rápida que la original, se ve a Claudio Valenzuela tocando la guitarra, modificando en algunas partes la línea original creada por Marcelo Muñoz. Francisco González se cambia al bajo y Eduardo Caces (bajista desde 1999) acompaña con el pandero (en versiones posteriores a Sesión Futura se lo puede ver acompañando con la batería hacia el final de la canción) Se invita al trompetista Claudio Figueroa, para realzar el aire r&b de la canción. 
2005-actualidad
Con la salida de González en 2005, se temió que el tema dejaría de formar parte del setlist habitual de la banda, pero al parecer se apeló a la gran popularidad de la canción entre sus fanáticos y se siguió interpretando en vivo, esta vez con el actual baterista Cote Foncea tocando la canción sin utilizar programaciones, y con Eduardo Caces en el bajo. Con el tiempo se decidió volver a incluir la batería programada, mezclándose en algunos pasajes con la interpretación de Foncea, quien venía de tocar en 2 agrupaciones familiarizadas con el hip hop y el r&b, como son De Kiruza y Dracma.
Para tener más información sobre ese EP, consulte Mataz EP.